# Rancho Contento
Rancho Contento är en ort i Mexiko.   Den ligger i kommunen Zapopan och delstaten Jalisco, i den centrala delen av landet, 500 km väster om huvudstaden Mexico City. Rancho Contento ligger 1 676 meter över havet och antalet invånare är 789.
Terrängen runt Rancho Contento är platt åt nordost, men åt sydväst är den kuperad. Runt Rancho Contento är det mycket tätbefolkat, med 6 241 invånare per kvadratkilometer. Närmaste större samhälle är Guadalajara, 10,2 km sydost om Rancho Contento. I omgivningarna runt Rancho Contento växer huvudsakligen savannskog.